# 1172

## Události
- Pravděpodobně dostavěn Juditin most.

## Narození
- ? – Balduin I. Konstantinopolský, latinský císař († 1205/1206)
- ? – Isabela Jeruzalémská, královna jeruzalémská († po květnu 1206)
- ? – Ludvík z Blois, vnuk francouzského krále Ludvíka VII. († 15. dubna 1205)

## Úmrtí
- 4. března – Štěpán III. Uherský, uherský král (* 1147)

## Hlavy států
- České knížectví – Vladislav II. – Bedřich (kníže)
- Svatá říše římská – Fridrich I. Barbarossa
- Papež – Alexandr III.
- Anglické království – Jindřich II. Plantagenet
- Francouzské království – Ludvík VII.
- Polské knížectví – Boleslav IV. Kadeřavý
- Uherské království – Štěpán III. Uherský – Béla III.
- Sicilské království – Vilém II. Dobrý
- Kastilské království – Alfonso VIII. Kastilský
- Rakouské vévodství – Jindřich II. Jasomirgott
- Skotské království – Vilém Lev
- Byzantská říše – Manuel I. Komnenos